# Bonaventura von Brunn
Bonaventura von Brunn (* 1520 in Basel; † 1591 ebenda) war Bürgermeister von Basel. Er war ein Sohn des Urban von Brunn, seine Grosseltern waren Hans von Brunn (1470–1518) und Agnes  Tschudy (1484–1519).

## Leben
Im Jahr 1543 kaufte sich Bonaventura von Brunn in die  Schlüsselzunft und zwei Jahre später auch in die  Safranzunft ein. 1555–1557 amtierte er als Meister der Schlüsselzunft, 1557–1563 war er Ratsherr zum Schlüssel. In den Jahren 1559–1582 war er mehrfach als Gesandter unterwegs. Von 1564 bis 1570 war er Oberstzunftmeister, von 1570 bis 1591 Bürgermeister von Basel. Er war mit Maria Harnister (1564–1583) verheiratet.
Aus der Zeit, als Bonaventura von Brunn Bürgermeister in Basel war, sind einige Briefe erhalten geblieben, zum Beispiel ein Brief an Karl II. Markgraf von Baden-Durlach (1529–1577), den Bonaventura von Brunn selbst am 1. November 1574 handschriftlich verfasste.

## Freundschaftliche Beziehungen zu Medizinern seiner Zeit
Bonaventura von Brunn war freundschaftlich eng verbunden mit dem bekannten Mediziner Felix Platter (1536–1614) und auch mit dem Arzt und eidgenössischen Oberst Friedrich Ryhiner (1549–1588). Im Jahr 1570 heiratete seine Nichte Agnes von Brunn (1549–1633) Friedrich Ryhiner.
In der umfangreichen Sammlung Platters sind einige Briefe von ihm an Bonaventura von Brunn überliefert. Bemerkenswert ist v. a. ein Brief mit einem beigelegten Gedicht, den Platter an Bonaventura von Brunn sendete, der sich gerade zu einer Kur im nahe bei Basel gelegenen Mineralbad zu Maulburg aufhielt. Platter schrieb darin, dass er jederzeit bereit sei, dem Bürgermeister sehr rasch zu Hilfe zu eilen. Um dies zu bekräftigen, schickte Platter mit dem Brief auch ein Geschenk, einen Topf mit einem heissen Brei als symbolische Botschaft (Hirsebreibotschaft). Im Brief betont Platter zusätzlich «die kräftigende Wirkung des Breis, der, insbesondere mit dem zeitgleich von der Universität übersandten Wein zusammen genossen, stärkend» sei «und sogar ‹andere› im Bad verwendete Arzneimittel» übertreffe.